# 雨を告げる漂流団地
『雨を告げる漂流団地』（あめをつげるひょうりゅうだんち）は、スタジオコロリド制作による日本の長編アニメーション映画。監督は石田祐康。2022年9月16日にNetflixにて全世界独占配信、日本全国ロードショー。

## 概要
本作は、『ペンギン・ハイウェイ』『泣きたい私は猫をかぶる』に続くスタジオコロリドの長編劇場アニメ第3弾。監督を務めるのは、第1弾の『ペンギン・ハイウェイ』で29歳という若さで異例の長編監督デビューを果たし、本作が長編映画2作目となる石田祐康。また前2作に作画監督として参加した永江彰浩と加藤ふみがそれぞれキャラクターデザインとキャラクターデザイン補佐を務める。
小学生6年生の少年少女が、解体を待つ団地の建物に入り込み、その団地が海上を漂流するという物語である。監督の石田は「タイトルにしてしまうほど団地に思いを寄せた作品となりました。こういう類いのアニメ映画としては恐らく変わり者です。自分にとっても一つの挑戦となります。分かりやすく学校にするなどの意見もありました。苦しんで、悩んで、それでも信じるままに！ 逆に皆で一緒になって知恵を絞りつつ！……団地を船出させることになりました」と制作発表に際してコメントした。
2021年9月25日に、Netflixのイベント「TUDUM: A NETFLIX GLOBAL FAN EVENT」で制作が発表され、同日キービジュアルやトレーラーも公開された。

## あらすじ
兎内夏芽は幼い頃に両親が離婚し、団地に住む伯母の家に預けられた。同い年の熊谷航祐と姉弟のように育ち、航祐の祖父の安次に可愛がられて、楽しい子供時代を過ごす夏芽。小学校ではサッカー部で航祐とツートップを張る活発な夏芽だったが、6年生の一学期は違った。老朽化した団地の取り壊しが決まって住人たちが立ち退き、夏芽自身は近所に住むことになった母親に引き取られて航祐の家族と離れ離れになったのだ。加えて安次の葬式が重なり、夏芽はクラスメートなのに航祐と口もきかない仲になっていた。
小学校最後の夏休み。サッカー部の小祝太志や橘譲に付き合って、「おばけ団地」と呼ばれるようになった無人の団地に忍び込む航祐。112号棟の安次の部屋には驚いたことに、先に夏芽が入り込んでいた。航祐のことが好きだが気が強すぎて素直になれない羽馬令依菜と、その友人の安藤珠理も、航祐たちを見かけて団地に侵入して来た。
何度も団地に来ており、立ち入り禁止の屋上に子供用のテントまで張っている夏芽。団地で知り合った「のっぽ」のためのテントだというが、他にも子供がいるなど信じない航祐。夏芽との関係がギクシャクして苛立っている航祐は、夏芽が安次の一眼レフカメラを持っているのを見て、「盗んだ！」と怒って奪い返そうとした。反発してカメラを取り戻し、はずみで屋上から転落する夏芽。その瞬間、滝のような雨が降り出し、一瞬で晴れると、コンクリートの重い112号棟は広い海に浮き、一棟だけで漂流していた。海に落ちたことで無傷で助かる夏芽。
のっぽに出合い、オバケかと驚く子供たち。前に団地に住んでいた子だと紹介する夏芽。夏芽は以前にも団地ごと海に来たことがあるが、目が覚めると元に戻ると説明した。キャンプ気分で夏芽が備蓄していたカップラーメンを食べる子供たち。だが、4日が過ぎても元の世界には帰れなかった。
広い海ではスマホも通じず、たまに同じように漂流する建物とすれ違った。尽きてきた食料を補填しようと、次に流れて来た建物に乗り移る航祐。それは3年前に取り壊されたはずの近所の屋内プールだった。航祐を追って乗り移って来る夏芽。共に食料を探すうちに、少しずつだが口をきく関係に戻って行く2人。
非常食を見つけて団地に戻る航祐と夏芽。双眼鏡を持参していた太志は、進行方向に団地の給水塔が見えると報告した。町に帰れる希望が生まれ、改めて航祐にカメラを返す夏芽。彼女がカメラを持っていたのは、航祐の誕生日にプレゼントするために、入院中の安次に頼まれ、こっそり持ち出したためだった。
のっぽが人間ではないことに気づく航祐。のっぽの身体は徐々に植物に覆われ始めていた。団地が出来た時から人々を見守り、人がいなくなるのを見て来たが、この海に来た理由は分からないと言うのっぽ。のっぽを化け物だと決め付ける令依菜に対し、仲間だと庇い続ける夏芽。
安次が入院中のこと。航祐の誕生日に、夏芽は安次に頼まれ、カメラを隠し持って航祐と共に病院に向かった。安次に「もしもの事」があったらと不安がる夏芽に、血縁でもないのに気に病むなと無神経に応える航祐。その言葉に傷ついた夏芽が病室の前から走り去り、安次に「謝ってこい」と叱られた航祐は謝るために夏芽を追った。ところが、その直後に安次が亡くなり、航祐は死に目に会うことが出来なかった。夏芽はそれが負い目となり、航祐との仲がこじれていたのだった。
町にあった古いデパートの建物が流れて来た。食料探しに向かう太志と夏芽・のっぽ。デパートのオモチャ売り場で幼い頃、両親がケンカした事を思い出し、気持ちが乱れる夏芽。そこへ突然、激しい振動が襲って来た。漂流する建物が集まり、互いにぶつかり出したのだ。逃げる際に、泣く少女の幻影を見る夏芽。
デパートと衝突し、大きく抉れる団地。衝撃で太志が屋上からぶら下がり、助けようとした珠理が代わりに落ちかけた。珠理を庇って海に落ち、海底の黒い影に引き込まれかける夏芽。航祐とのっぽが飛び込み夏芽を助けたが、のっぽは左の足首を千切られ、頭部を打った珠理は気を失った。
航祐たちがこの海に来たのも、珠理の怪我も、のっぽが足首を失ったのも、全て自分のせいだと思い詰める夏芽。幼い頃に両親の離婚で苦労した夏芽は、安じいや航祐に受け入れられて幸せだったが、安次の死と団地の取り壊しで、また皆がバラバラになり、不安を母親にも打ち明けられずに団地に籠もっていたのだった。もっと周囲に頼れとアドバイスする航祐。だが、もう大丈夫と無理に笑い、強がってしまう夏芽。
デパートと衝突した傷で沈み始める団地。子供たちは筏を組んで脱出を図ったが、のっぽの姿が見えない。屋上でのっぽを見つけ、隠し事は無いかと迫る航祐。この海に皆を連れて来てしまったのは自分かも知れないと言うのっぽ。人間ではないのっぽを筏に乗せると町に戻れないかもと主張する令依菜。のっぽを置いて行くなら自分は団地から出たくないと言う夏芽。
ひどい嵐になり、筏で出発する子供たち。だが、のっぽは自分は行けないと団地に居残ってしまった。筏から海に飛び込み、団地に戻る夏芽。夏芽を追おうとする航祐を押さえつける令依菜たち。沈み行く団地でのっぽ君を励ましながらも死の恐怖に怯える夏芽。そこへ、「観覧車」に助けられた航祐たちが戻って来た。土台ごと海に浮いた観覧車は、令依菜が幼い頃に父親とよく遊びに行った遊園地の乗り物で、のっぽと同様に植物と同化した少女が守っていた。令依菜たちと力を合わせて団地にワイヤーを繋ぎ、団地を引き上げようとする少女。だが、ワイヤーが切れて団地は嵐の海に突っ込んでしまった。
海の中の黒い影に襲われる夏芽と航祐・のっぽ。自分はともかく、夏芽と航祐は助けたいと強く願うのっぽ。生死の瀬戸際でのっぽの能力が覚醒し、青い光に包まれた団地は浮上した。
古い建物が集まり、土に還って行く美しい島にたどり着く団地。観覧車に乗った令依菜たちも漂着していた。航祐たちは上陸できないと言うのっぽ。覚醒したのっぽは、そこが自分のような建物の化身が行き着く場所だと悟ったのだ。のっぽに別れを告げ、航祐と2人で頑張って行くと素直に微笑む夏芽。
元の世界に戻った航祐たちは団地で目を覚ます。異世界での時間は長かったが現実の世界では時間が全く経過していなかった。探し回っていた母親に抱き締められて、親に甘える喜びを知る夏芽。夏休みを過ごす航祐と夏芽は、ケンカはするが仲の良い関係に戻った。航祐はまだ、病院で安次に叱られた無神経な発言について、夏芽に「ゴメン」を言えていない代わりに、さり気なく「ありがとな」と呟く航祐だった。

## 登場人物
熊谷航祐（くまがや こうすけ）
声 - 田村睦心
本作の主人公。小学6年生。夏芽とはサッカークラブでツートップを組んでいた。
兎内夏芽（とない なつめ）
声 - 瀬戸麻沙美
本作のヒロイン。航祐の幼馴染。両親は離婚し母子家庭。航佑の祖父の安次を「やすじい」と呼んで実の孫の航佑以上に慕い懐いていた。
のっぽ
声 - 村瀬歩
本作のキーパーソン。団地に住みついていた謎の長身の少年。
橘譲（たちばな ゆずる）
声 - 山下大輝
航祐たちの同級生で、大柄の少年。穏やかな性格で4人兄弟の長男ゆえに仲をとりなすことも多い。
小祝太志（こいわい たいし）
声 - 小林由美子
航祐たちの同級生。6年生ではあるが小柄で性格も幼稚な面がある。解体工事中の団地に潜入を計画した。
羽馬令依菜（はば れいな）
声 - 水瀬いのり
航祐たちの同級生。航佑のことが好きだが中々素直になれない。航佑と親しい夏芽を嫌っている。家は裕福でフロリダ旅行に航佑を誘おうとしていた。
安藤珠理（あんどう じゅり）
声 - 花澤香菜
航祐たちの同級生。眼鏡をかけている。令依菜と親しく、令依菜が航佑を好きなことも知っている。
熊谷安次（くまがや やすじ）
声 - 島田敏
航祐の祖父。故人で回想のみ登場。カメラが趣味だった。航祐からは「安じい」と呼ばれていた。
兎内里子（とない さとこ）
声 - 水樹奈々
夏芽の母。夫（夏芽の父）と離婚してからは女手一つで夏芽を育てている。
熊谷裕太
声 - 伊原正明
熊谷靖子
声 - 愛河里花子
観覧車の少女
声 - 遠藤綾
担任
声 - 橘あんり
千絵梨
声 - 渋谷彩乃
萠江
声 - 飯沼南実
葵
声 - 田中有紀
男子生徒
声 - 和優希
女子生徒
声 - 三川華月
先生
声 - 羽鳥佑
工事作業員
声 - 橘潤二、綿貫竜之介

## スタッフ
- 監督 - 石田祐康
- 脚本 - 森ハヤシ、石田祐康
- キャラクターデザイン - 永江彰浩
- キャラクターデザイン補佐 - 加藤ふみ
- 演出 - 渡辺葉、間﨑渓、竹内雅人、木村拓、増田惇人
- 作画監督 - 近岡直、西村幸恵、黄捷、加藤万由子、荻野美希、三浦菜奈、薮本和彦、水野良亮、坂口歌菜子、渡辺暁子、平井琴乃、櫻井哲也、宇佐美皓一、篠田貴臣、斎藤暖
- 美術監督 - 稲葉邦彦
- 色彩設計 - 広瀬いづみ
- CGディレクター - 竹鼻まゆ
- 撮影監督 - 町田啓
- 編集 - 木南涼太
- 音楽 - 阿部海太郎
- 音響監督 - 木村絵理子
- 企画プロデュース - 山本幸治
- 企画 - ツインエンジン
- 制作 - スタジオコロリド
- 配給 - ツインエンジン、ギグリーボックス
- 製作 - コロリド・ツインエンジンパートナーズ

## 製作
監督の石田が描いた「団地が海の上を漂流するイメージボード」が企画の発端だったとされる。製作に際して石田は実際に団地（神代団地）に移住している。団地の設定を作るに当たっては、同じ団地の居住者でもある、団地探訪紹介サイト「公団ウォーカー」主催者の照井啓太から協力を得た（作品では「団地監修」でクレジットされた）。照井によると、舞台となった団地はすでに解体されたひばりが丘団地がモデルとなっている（居住者への配慮から、現存する団地をモデルとすることは避けられた）。また、ひばりが丘団地と建築年代・様式が類似する常盤平団地でロケハンがおこなわれた。

## 音楽

### 主題歌
「消えてしまいそうです」
作詞・作曲：ACAね / 歌：ずっと真夜中でいいのに。

### 挿入歌
「夏枯れ」
作詞・作曲：ACAね / 歌：ずっと真夜中でいいのに。